# La Caramuca
La Caramuca est la capitale de la paroisse civile de Manuel Palacio Fajardo de la municipalité de Barinas dans l'État de Barinas au Venezuela.